# Piaggio
Piaggio Aero Industries je tvrtka iz Italije koja je poznata po izradi skutera Vespa. Tvrtka je osnovana 1884. godine, a prva joj je namjena bila proizvodnja materijala za željezničke pruge. Osnivač i vlasnik je bio Rinaldo Piaggio po kojemu je tvrtka dobila ime. 1915. poslovanje tvrtke se širi i započinju izradu zrakoplova i motora za zrakoplove. Kao i veliki broj drugih tvrtki, i Piaggio Aero Industries tijekom Drugog svjetskog rata proizvodi ratni materijal. Nakon rata 1946. godine, kada je tvrtka bila u velikim teškoćama, aeronautički inženjer Corradino D'Ascanio konstruira prvu 'Vespu. Proizvodnja Vespe odmah je uzela maha i već za 10 godina, proizveden je više od milijun primjeraka. 